# Hipparchia sabrinae
Hipparchia sabrinae är en fjärilsart som beskrevs av Heslop 1962. Hipparchia sabrinae ingår i släktet Hipparchia och familjen praktfjärilar. Inga underarter finns listade i Catalogue of Life.